# Doble àlbum

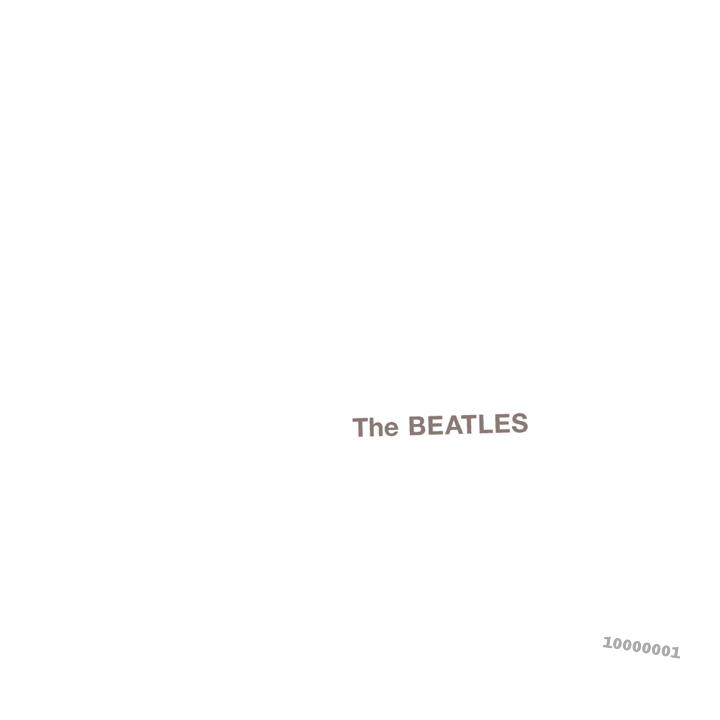
The Beatles, més conegut com l'àlbum blanc, és un dels doble àlbums més famosos de la història.

Un doble àlbum és un àlbum musical que ocupa dues unitats del principal suport en el qual es ven (pot ser dos vinils, dos cassets o dos discos compactes).

## Característiques
Un doble àlbum és generalment (encara que no sempre), editat perquè l'enregistrament és més llarg que la capacitat del suport. Els artistes sovint pensen els dobles àlbums com una sola peça artística, no obstant això, hi ha excepcions com ara Ummagumma de Pink Floyd: un àlbum en viu i un àlbum d'estudi editats conjuntament junts, Lobo suelto/Cordero atado de Patricio Rey y sus Redonditos de Ricota són dos àlbums diferents, però ajuntat en un àlbum, Speakerboxxx OutKast/The Love Below, que consisteix en un disc en solitari per cada membre del duo de hip-hop.

## Història
El primer doble àlbum de la història va ser el The Famous 1938 Carnegie Hall Jazz Concert, un recital de Benny Goodman de 1938 però acabat d'editar el 1950.
Particularment amb el sorgiment del disc compacte, alguns àlbums es van llançar amb un disc extra amb material addicional com a complement a la principal de l'àlbum, amb cançons en viu, preses fallides, cançons de tall, o més material inèdit. Una nova innovació és l'acompanyament d'un CD amb un DVD de material relacionat, com el vídeo relacionat amb l'àlbum o les versions de DVD-Àudio dels mateixos enregistraments. Aquests podrien ser considerats com una nova forma de doble àlbum, i alguns d'aquests discos també són alliberats en un format de dues cares anomenat DualDisc.
Els mateixos principis s'apliquen als triple àlbums, que consten de tres unitats. Els àlbums amb més de tres unitats, s'han empaquetat en caixes com a conjunts, anomenant-se box set.